# 鄧雨賢
鄧雨賢（1906年7月21日—1944年6月11日），是一位出身臺灣桃園平鎮與龍潭地區的客家作曲家，畢生創作近百首曲目，代表作有〈雨夜花〉、〈望春風〉、〈月夜愁〉、〈四季紅〉，合稱「四月望雨」，另有〈對花〉、〈滿面春風〉等等，亦有以日文筆名「唐崎夜雨」發表日語歌。被譽為「台灣歌謠之父」與「台灣民謠之父」。

## 生平
1906年7月21日，鄧雨賢出生於桃園廳中壢支廳安平鎮區麻園堀（今桃園市平鎮區與龍潭區交界處）。來台祖16世鄧彥拔在清朝乾隆年間，自廣東省嘉應州鎮平縣（今梅州市蕉嶺縣）率統先、純先、縉先三子舉家渡台，於淡水登陸，定居於今新北市樹林區彭福庄，第三子17世鄧縉先遷居至新竹芎林。曾祖父18世鄧觀奇（兆熊）為清代台灣秀才之一，亦居於新竹芎林，開芎林文昌閣，晚年遷至今桃園市龍潭區、平鎮區等地。育有九子，其中二子中秀才，故家族有「一門三秀才」之稱譽，長子秀才鄧瓊鳳（19世）生鄧盛猶（20世），為鄧雨賢之父，鄧雨賢本人則為台灣桃園鄧氏第21世（來台第六代）。
鄧雨賢之父鄧盛猶，曾應聘為臺灣總督府臺北師範學校（今臺北市立大學博愛校區）漢文教師(助教授)。1908年鄧雨賢3歲時隨其父遷居臺北，1914年就讀艋舺第一公學校（今臺北市萬華區老松國民小學）。1920年，15歲時進入臺灣總督府臺北師範學校（今國立臺北教育大學）就學，師事一條慎三郎（又名一條真一郎）學習音樂，鄧雨賢在這段期間接觸了風琴、曼陀林等西式樂器。1925年畢業，鄧雨賢曾在臺北大稻埕日新公學校（今臺北市大同區日新國民小學）服務；1926年與鍾有妹結婚，時年21歲。1929年，遠渡日本學習作曲。1932年，鄧雨賢27歲，江添壽在台北市永樂町（大稻埕）成立文聲曲盤公司，邀請鄧雨賢加入該公司，創作了〈大稻埕行進曲〉。1933年，鄧雨賢28歲，古倫美亞唱片第一任文藝部長陳君玉力邀鄧雨賢加入該公司任專職作曲；同年，鄧雨賢創作了〈望春風〉、〈月夜愁〉等歌曲。而後發表至少85首的唱片流行歌，多數是在古倫美亞公司發行，1937年曾在日東唱片公司發表作品，知名的有〈四季紅〉、〈新娘的感情〉、〈慰問袋〉等作品。

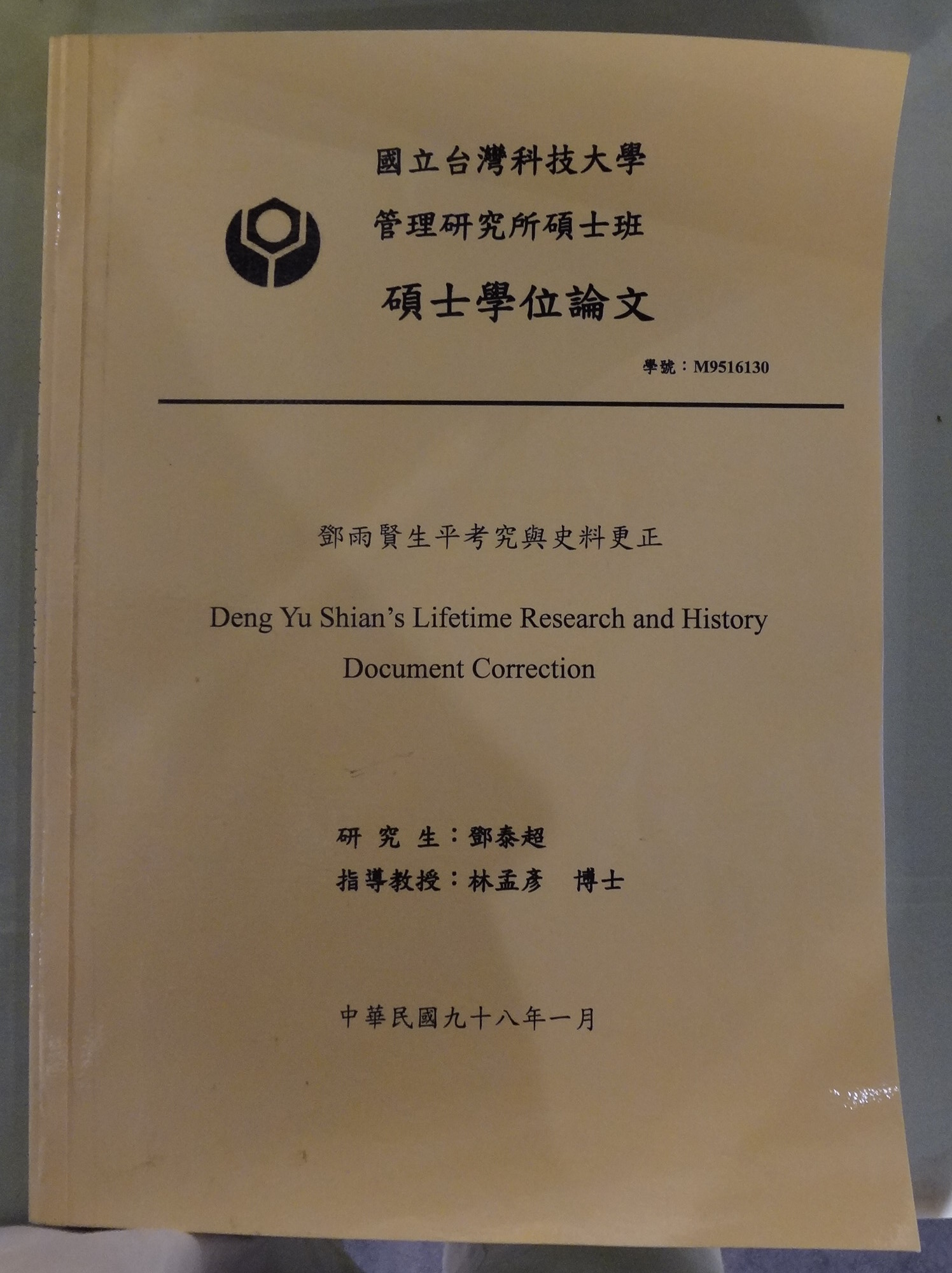
鄧泰超碩士學位論文：《鄧雨賢生平考究與史料更正》

1938年左右，日本古倫美亞東京總公司將〈望春風〉、〈雨夜花〉、〈月夜愁〉等歌曲重填日文歌詞，改編為鼓勵去滿洲國參與開發，以及響應戰爭時局鼓勵加入軍夫的歌詞，政府大力宣傳這樣的歌。鄧雨賢一度改在東京本社，以唐崎夜雨為名發表日文新曲，而有〈郷土部隊の勇士から〉（鄉土部隊勇士的來信）、〈月のコロンス〉（月光下的鼓浪嶼）、〈蕃社の娘〉（番社姑娘）等日文名曲。
1940年，34歲時，鄧雨賢離開唱片業的工作，遷居新竹芎林，在芎林公學校（今芎林國民小學）任教。1942年，因時勢改日本姓名東田曉雨。1944年6月，鄧雨賢因心肺疾病去世。
鄧雨賢有子四人、女一人、孫十二人，長子鄧仁輔（1927年－2013年）、次子鄧仁侃（1931年10月23日－2017年）、三子鄧宰輔（1941年5月31日生，居於美國）、四子鄧健作（1944年鄧雨賢逝世後出生）、長女鄧富美惠（1933年生，1939年因痢疾逝世），孫鄧泰成、鄧泰超（臺灣鄧雨賢音樂文化協會理事長）。

## 紀念
1996年，國立彰化高級中學音樂館落成啟用，經該校台文社學生建議，由全校教職員工以民主程序投票選出多數支持的「雨賢館」，成為全臺灣第一座以臺灣人物命名的高中校園建築物，也是全國各高中首創以本土音樂家為名的表演廳。該社指導老師呂興忠回憶：「當年本土意識沒現在這麼強... 當時師大畢業的音樂老師，問我『鄧雨賢是誰？』」
2013年，國立中央大學鹿林天文台將於2006年發現的小行星255989以鄧雨賢的名字命名。2014年曾德玉寫了《台灣歌謠之父—鄧雨賢》的繪本讓兒童認識鄧雨賢。桃園市客家文化館設有「鄧雨賢音樂館」。鄧雨賢的母校：國立臺北教育大學（原臺灣總督府臺北師範學校）為紀念校友，將音樂廳命名為「雨賢廳」。

## 作品節選

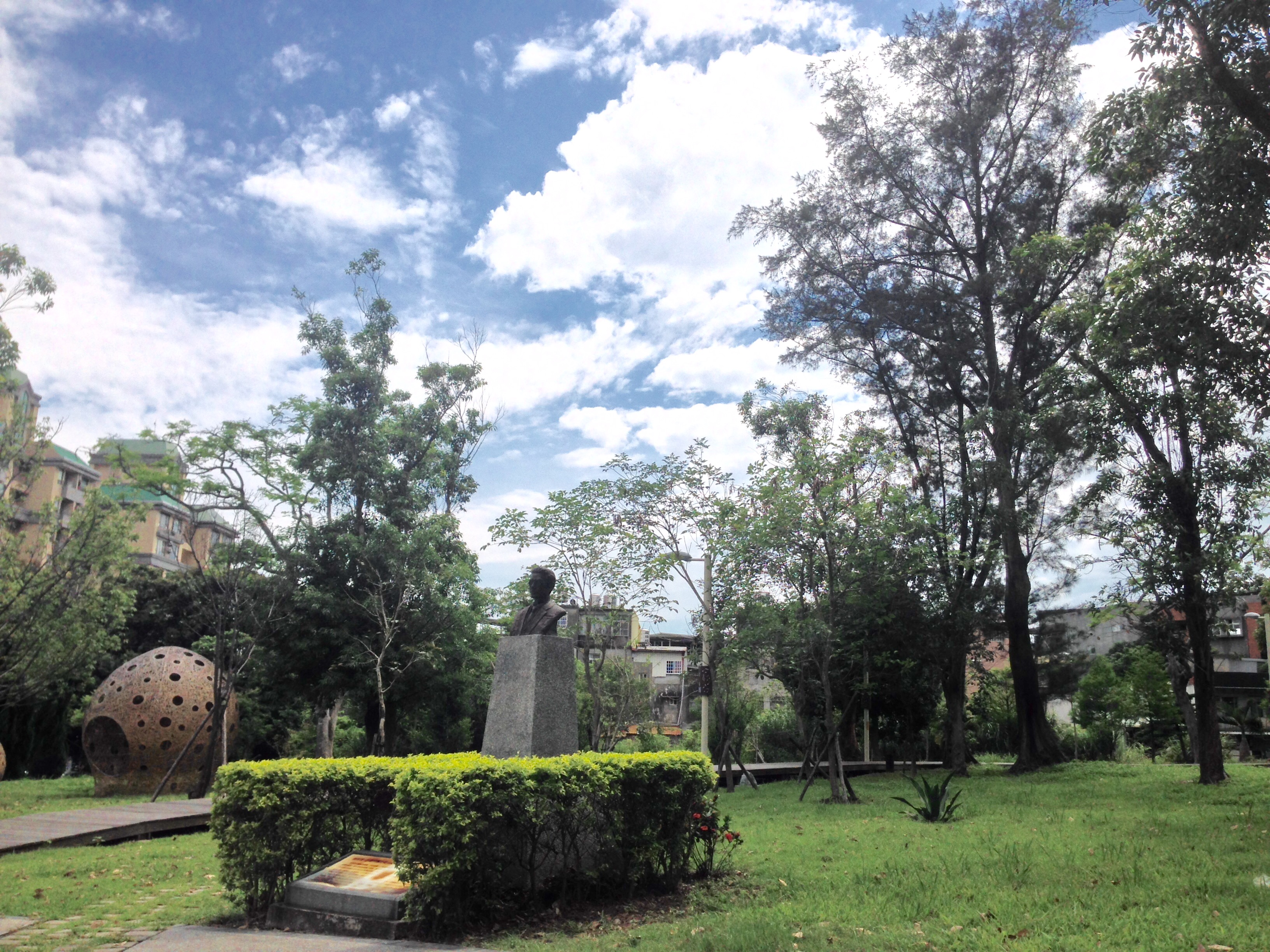
鄧雨賢音樂文化公園

- 1932年

- 《大稻埕行進曲》

古倫美亞唱片第二任文藝部長陳君玉曾在1955年出版的《台北文物》中首度提到鄧雨賢作曲的歌曲《大稻埕行進曲》，卻長年不見其錄音資料存在，引起不少學者質疑。2007年6月，《大稻埕行進曲》蟲膠唱片被台灣美術設計師林太崴在臺北縣三重市的跳蚤市場發現。該唱片是在1932年由大稻埕永樂町文聲曲盤公司錄製，日文歌詞，作詞者為文聲曲盤公司文藝部，演唱者為江鶴齡（林太崴懷疑就是文聲曲盤公司老闆江添壽）。《大稻埕行進曲》樂風青春活潑，歌詞描述大稻埕四季景物的變化，也提到當時著名酒家江山樓與當時流行的爵士樂。
- 《夜裡思情郎》
- 《十二步珠淚》
- 《挽茶歌》
- 《汝不識我我不識汝》

- 1933年

- 《春天到》

臺語版：《雨夜花》
日語版：《名譽的軍夫（譽れの軍夫）》

粵語版：《四季歌》
- 《月夜愁》

- 日語版：《軍夫之妻（軍夫の妻）》

- 《望春風》

- 日語版：《大地在召喚（大地は招く）》
- 客語/華語/英語版：《客家魂》

- 《老青春》
- 《跳舞時代》
- 《橋上美人》

- 1934年

- 《青春讚》
- 《春宵吟》
- 《單思調》

而後由周添旺重填歌詞改名為《想欲彈同調》。
- 《閒花嘆》
- 《文明女》
- 《情炎的愛》
- 《梅前小曲》
- 《碎心花》
- 《滿面春風》

- 1935年

- 《風中煙》
- 《不滅的情》
- 《一個紅蛋》
- 《梅前小曲》
- 《對花》

日語版：《真昼の丘》
- 《那著按呢》
- 《和尚行進曲》
- 《月下思戀》
- 《你害我》
- 《我愛你》
- 《月下思君》
- 《春江曲》
- 《三姊妹》
- 《情春小曲》
- 《稻江夜曲》
- 《碟花夢》
- 《青春花鼓》
- 《臨海曲》
- 《昏心鳥》

- 1936年

- 《異鄉之夜》
- 《簷前雨》
- 《閨女嘆（怨）》
- 《夜夜愁》
- 《姊妹心》
- 《孤鳥嘆》
- 《女給哀歌》
- 《白夜賞月》
- 《嘆環境》
- 《雨夜孤怨》
- 《風中煙》
- 《秋夜吟》

日語版：《工廠進行曲》
- 1937年

- 《南風謠》
- 《新娘的感情》
- 《愁人》
- 《四季紅》

在戒嚴時期中，因「紅」字過於當時之政治敏感，曾被改名為《四季謠》，直至解嚴後才改回原名。
布袋戲版：大頭和尚（六合三俠傳）
- 1938年

- 《廣東夜曲》
- 《寄給哥哥的一封信》
- 《梅前小曲》
- 《對花》

- 1939年

- 《黃昏愁》

日語版：《蕃社姑娘（蕃社の娘）》
華語版：《姑娘十八一朵花》
- 《純情夜曲》
- 《滿面春風》

日語版：《南海夜曲》
- 《小雨夜戀》
- 《密林的黃昏》
- 《菅芒花》
- 《純情夜曲》
- 《安平小調》
- 《天晴れ荒鷲》
- 《鄉土部隊的來信（郷土部隊の勇士から）》

台語版：《媽媽我也真勇健》（在二戰後由莊啟勝改填而成）
- 1940年

- 《南國花譜》
- 《南風謠》
- 《來自南方之島（南の島から）》
- 《望鄉之歌（望郷の月）》

- 1941年

- 《離別故鄉》
- 《空房思君》

- 年份不詳

- 《瓶中花》
- 《孤雁悲月》
- 《請你想看覓》
- 《再生緣》
- 《自君別後》
- 《空抱琵琶》
- 《琴韻》
- 《對獨枕》
- 《五更譜》
- 《更深深》
- 《江上月影》
- 《慰問袋》
- 《處女花》
- 《斷腸夜》
- 《落霞孤鳩》
- 《思春情》
- 《秋月吟》
- 《嘆世經》
- 《山歌小調》
- 《琴韻》
- 《月光下的鼓浪嶼（月のコロンス）》

台語版：《月光的海邊》（二戰後歌詞由文夏改填而成）
- 《南海的花嫁》
- 《黃昏戀》
- 《山歇小調》
- 《芎林小唄（調）》

## 影視形象
| 年份      | 作品     | 演員   |
| --------- | -------- | ------ |
| 2007-2010 | 四月望雨 | 江翊睿 |

| 年份 | 作品          | 演員   |
| ---- | ------------- | ------ |
| 2012 | 歌謠風華-初聲 | 黃騰浩 |

## 外部連結
- 【望我先賢。歌春風百年樂章。四季紅】2005鄧雨賢百年誕辰紀念系列活動（新竹縣文化局承辦）
- 台灣咁仔店 台灣歌謠臉譜鄧雨賢─和台灣土地談同調
- 鄧雨賢生平大事記─國立中央大學客家學院電子報
- 台灣客籍作曲家─鄧雨賢小傳（1906-1944）
- 台灣歌謠先驅─鄧雨賢
- 「音樂時代劇場」《四月望雨》，誰是鄧雨賢？
- 客家魂 （页面存档备份，存于）
- 鄧雨賢數位博物館 （页面存档备份，存于）
- 台灣作曲家-鄧雨賢
- 福爾摩沙音樂廳-簡上仁老師主講-【〈望春風〉的作曲家鄧雨賢】 （页面存档备份，存于）